# 近藤世真
近藤 世真（こんどう せいま）は、日本の作詞家、作曲家、編曲家。Elements Garden所属。

## 提供作品

### アーティスト
- 内田真礼
  - Sensation Dancin' Show♪（作曲・編曲）[1]
- PhatSlimNevaeh
  - おままごと（作曲・編曲）
  - 読みかけの漫画（作曲・編曲）[2]

- 藤川千愛
  - ちゃんとした人不適合者（作曲・編曲）
  - なにも忘れるわけじゃない（作曲・編曲）
  - 君の匂いは鎮静剤（作曲・編曲）
  - アンダンテ？（作曲・編曲）
  - ぬか床（作曲・編曲）
  - 自律神経（作曲・編曲）
  - さがしもの（作曲・編曲） / 『新米オッサン冒険者、最強パーティに死ぬほど鍛えられて無敵になる。』ED主題歌
  - 凡人開花（作曲・編曲）
  - さらけだせば（作曲・編曲）
- ホロライブ1期生(アキ・ローゼンタール、赤井はあと、白上フブキ、夏色まつり)
  - 電脳ぴゅあ推し大宣言（作詞・竹田祐介との共作編曲）

- IRyS
  - ENJOY! JOY!! JOYFUL!!!（作曲・編曲）

- ときのそら
  - キセキノセカイ（作曲・編曲）

- 南條愛乃
  - ナイショの午睡（作曲・編曲）
  - 薔薇色Ethereal（作曲・編曲）
  - breathe in（作曲・編曲）
- ClariS
  - 一期一会（作詞・作曲・編曲）
- ベンジャス！
  - 駄駄駄青春歌（編曲）

- 水瀬いのり
  - グラデーション（作曲・編曲[3]）
- Palette Project
  - Own other side（作曲・編曲）

### アニメ・ゲーム
- ヴィジュアルプリズン
  - My Principal（編曲）
- うたの☆プリンスさまっ♪
  - One Day（編曲）
  - SAMURAIZM（編曲）
  - Dizzy Glow（作曲・編曲）
  - LOVE ABLAZE（作曲・編曲）
  - 夢の国ネバーランド（作曲・編曲）
  - 一騎打ち（作曲・編曲）
  - Force & Faith（編曲）
- 戦姫絶唱シンフォギアXD UNLIMITED
  - Stay with Nova（作曲・藤永龍太郎との共編曲）
- BanG Dream! オリジナル曲
  - 勇気Limit!（作曲・編曲）
  - 現るっ！大怪盗ハロハッピー！（作曲・編曲）
  - ハレハレ☆フォーチュン（編曲）
  - おもいやりハーモニー（編曲）
  - RiNG A BELL（作曲・編曲）
  - everyday flower（作曲・編曲）
  - わたしまちがいさがし（作曲・編曲）
  - 蒼穹へのトレイル（作曲・編曲）
  - Glowing After（作曲・編曲）
  - 花咲く未来に（作曲・編曲）
  - やっほー！いっぽ！わんだふぉー！（作曲・編曲）
- BanG Dream! カバー曲
  - 深海少女（編曲）
  - ウィーアー！（編曲）
  - おジャ魔女カーニバル!!（編曲）
  - Rolling star（編曲）
  - イエスタデイ（編曲）
  - SHINY DAYS（編曲）
  - ヒトリゴト（編曲）
  - Listen!!（編曲）
  - 春を告げる（編曲）
  - V.I.P（編曲）
  - Nameless Story（編曲）
  - テレキャスタービーボーイ（編曲）
  - Stellar Stellar（編曲）
  - 怪獣の花唄（編曲）
  - 勇者（編曲）
  - はいよろこんで（編曲）
  - 第六感（編曲）

- 結合男子
  - 結歌叛唱（編曲）

- うたの☆プリンセスさまっ♪ BACK to the IDOL
  - ゆらぐるHeat Beat（作曲・編曲）

### その他
- ディズニー 声の王子様[4]
  - アラビアン・ナイト～ランプの伝説 -朗読- 『アラジン』（編曲） / 木村良平
- サンリオ Hello Kitty 50th Anniversary Presents My Bestie Voice Collection & Dream Stage with Sanrio characters
  - Greedy Greedy（クロミ）（編曲） / 牧島輝
  - ココロをつなぐリズム（ディアダニエル）（編曲） / 立花慎之介
  - ふたりの Milky Way（リトルツインスターズ）（編曲） / 鈴木崚汰
- 舞台『劇団シャイニング from うたの☆プリンスさまっ♪「BLOODY SHADOWS」』BGM[5]
- うたの☆プリンスさまっ♪ SHINING STAR STAGE -LOVE in DREAM- BGM
- うたの☆プリンスさまっ♪ SHINING STAR STAGE -SONG PARADE- BGM
- うたの☆プリンスさまっ♪ HE★VENSドラマCD「HE★VENS LOVE AFFAIR」BGM
- うたの☆プリンスさまっ♪ Dramatic Masterpiece Show「NEVER AGAIN NEVERLAND」BGM
- バンドリ！ガールズバンドパーティ！「夢を撃ち抜け！受験生応援キャンペーン！2023」BGM
- 声優養成スクールPineS プロモーション動画BGM[6]

## 音楽担当作品

### アニメ
- ぼくたちのリメイク（2021年） - 竹田祐介との共作
- ヴィジュアルプリズン（2021年）- 藤間仁、菊田大介との共作
- 大槌カイ物語 ーDeparture 出航ー（2022年）
- 治癒魔法の間違った使い方（2024年）- 藤間仁との共作

### ゲーム
- ファイナルファンタジー ブレイブエクスヴィアス（2021年） - 上松範康、藤田淳平、藤間仁、都丸椋太との共作[7]
- 結合男子（2023年） - 藤間仁、竹田祐介との共作